# Plastiglomérat
En pétrographie, un plastiglomérat (en anglais : plastiglomerate) est une roche détritique (issue de la dégradation mécanique d'autres roches) en partie artificielle, composée de morceaux discernables d'origine anthropique liés entre eux par un ciment naturel, intégrant en particulier des matières plastiques,. Ou inversement il peut s'agir de matériaux naturels cémentés par du plastique au moment où il a fondu.
Les plastiglomérats sont considérés comme des roches sédimentaires.
Cette roche nouvelle est l'un des nouveaux marqueurs possibles de l'Anthropocène (nom récemment[Quand ?] proposé pour désigner la dernière époque géologique du Quaternaire ; dénomination proposée par des scientifiques de diverses disciplines (sciences humaines et sociales, géologie, écologie , géographie…). Il marque en particulier l'avènement de l'« homo plasticus » tel que proposé par Gérard Bertolini, ainsi que l'étendue de la « Plastisphère » définie par Davis en 2015 et de la « pollution plastique » que le plastique a générée dans le monde entier en quelques décennies. Elle inaugure un nouveau « cycle géologique du plastique ».

## Étymologie
Ce mot est composé à partir des mots « plastique » et « conglomérat » ; il a été proposé par Patricia L. Corcoran (d) , Charles J. Moore et Kelly Jazvac (en).
Le mot « roche plastique » est parfois également utilisé.

## Description
Le plastiglomérat est un matériau semi-naturel composé d'une agrégation de fragments de roche (roche volcanique, sable, débris coquilliers, coraux…) et de matière plastique.

## Histoire
Charles J. Moore, océanographe de l'Institut de recherche marine d'Algalita à Long Beach en Californie est le premier à attirer l'attention sur ce géomatériau nouveau qu'il observe en 2006 en effectuant des levés sur la plage de Kamilo (en) sur la grande île d'Hawaii.
Il a été décrit par une équipe américano-canadienne dirigée par Patricia L. Corcoran (d) , doctoresse en géologie à l'université de Western Ontario, et Kelly Jazvac (en), enseignante universitaire en art, notamment dans un article paru dans la revue GSA Today (de) de juin 2014, dans le cadre d'une étude menée sur le site de Kamilo. Corcoran et Jazvac étudient divers échantillons sur la plage de Kamilo en 2012, étude à l'occasion de laquelle elles inventent le terme « plastiglomerate ».
Leur travail aboutit à la description d'un matériau induré, constitué de composants d'origines multiples — débris de filets de pêche, bouteilles en plastique, « confettis » de plastique issus de la dégradation d'objets plus gros — cimentés par des grains de sable. Dans certains cas, les morceaux de plastique fondu s'intègrent dans des roches basaltiques, issues non des irruptions volcaniques pourtant fréquentes dans l'archipel, mais à cause de réactions chimiques entre la roche basaltique et le plastique. Le bloc le plus grand observé offrait une surface visible de 176 × 82 cm.

## Origine et catégories
(mars 2017).
- Plastique fondu : dans le cas des premiers échantillons décrits, il s'agissait notamment de plastiglomérats de fusion, qui dans le monde ont surtout été signalé le long des littoraux où ils sont sans doute plus faciles à détecter et observer. Ils ont généralement été produits par des feux de camp dans lesquels ont été jetés des objets en plastique qui ont incomplètement brûlé ou simplement fondus en agglomérant du sable, du gravier, des cailloux et les matériaux en place. Les premiers exemples ont été cités sur le littoral d'Hawaï, sur la plage de Kamilo Beach[2]. Il s’agissait là de roches formées par l'union inédite de débris de plastique chauffés et de sédiments environnants ou de roches volcaniques, mais d’autres origines sont possibles (incinération incomplète, décharges d’ordures ménagères ou de plastiques entrées en combustion ou exposées à des incendies de forêt ou de tourbière, des coulées de lave…)[2],[7],[8]. On en a trouvé en surface (où ils peuvent être soumis à l’érosion, enfouis dans le sable littoral ou encore dans les pores de roches volcaniques[9].

- Encroûtements de plastiques : des plastiques englobés dans une matrice encroûtante sont également retrouvés dans certains contextes aquatique. Ils peuvent être agglomérés par cristallisation dans une eau sursaturée en minéraux. Les fragments de plastiques proviennent alors souvent de l'accumulation sur les rivages et au fond des océans et des lacs de grandes quantités de matières plastiques. Ces dernières ont été produites de manière importante depuis la fin des années 1950 et leur taux de récupération et de recyclage demeure très faible, ce qui engendre une grande quantité de déchets rejetés directement dans le milieu naturel, et en particulier dans les eaux libres.

- Plus rarement il pourrait s'agir de matériaux minéraux naturels agglomérés dans une matrice constituée d'une résine synthétique liquide qui a durci.

## Marqueurs & indicateurs
Les plastiglomérats sont des marqueurs géologiques et pédologiques d’une présence humaine moderne, soit depuis l'avènement de l'ère industrielle.
Ils sont aussi des indicateurs d’horizons potentiellement pollués,,,, et ils pourraient conserver de futurs fossiles ou être considérés dans le futur comme des fossiles.

## Possibles futures fossiles
De nombreux plastiglomérats ont été trouvés dans le sable ou des sédiments littoraux, parfois déjà enfouis, ce qui laisse penser qu’ils pourront s’intégrer dans les couches sédimentaires,.
Il est habituellement plus dur et dense que le plastique qui en est à l’origine, ce qui devrait renforcer sa longévité. Mais certains matériaux des plastiglomérats pourraient évoluer en se dépolymérisant pour redonner des hydrocarbures, mais une forme fossile de l’objet en plastique pourrait dans de bonnes conditions persister. Il est dit "Clastique" quand le plastique fondu s’est déjà brisé en morceaux.
"In situ" le pastique fondu a aussi pu se couler dans des fentes ou cavités de roches (karstiques par exemple) .
Parfois le plastique fondu était assez liquide pour former une matrice qui a englobé des minéraux ou divers types de déchets.
La dégradation des matières plastiques par voies mécanique, chimique ou biologique, leur laisse une durée de vie de plusieurs centaines, voire de plusieurs milliers d'années. Cette durée de vie augmente dans certaines conditions, notamment dans un sol gelé, ou lorsqu'ils se trouvent enterrés ou recouverts de limons, ou lorsqu'ils coulent en dessous de la zone photique, et peuvent dès lors être intégrés dans les processus de pétrogénèse.
Sur les rivages, certaines études ont montré qu'une couche de sable de 5 cm suffisait pour protéger de l'érosion les grains de polystyrène expansé. Les chercheurs de l'équipe en font une preuve de l'entrée de la planète dans un nouvel étage géologique, l'Anthropocène, théorie développée par le prix Nobel de chimie néerlandais Paul Josef Crutzen.